# 小行星3316
3316 赫茨貝格 (1984 CN1)是包威爾於1984年2月6日在旗杆鎮發現的一顆主帶小行星。它以諾貝爾化學獎得主赫茨貝格的名字命名。

## 外部連結
- JPL Small-Body Database Browser on 3316 Herzberg （页面存档备份，存于）

| 前一小行星： 小行星3315 Chant | 小行星列表 | 後一小行星： 小行星3317 帕里斯 |